# Shuteria hirsuta
Shuteria hirsuta är en ärtväxtart som beskrevs av John Gilbert Baker. Shuteria hirsuta ingår i släktet Shuteria och familjen ärtväxter. Inga underarter finns listade i Catalogue of Life.